# Ricuzenius
Ricuzenius es un género de peces de la familia Cottidae, del orden Scorpaeniformes. Este género marino fue descrito científicamente en 1904 por D. S. Jordan y Edwin Chapin Starks.

## Especies
Especies reconocidas del género:
- Ricuzenius nudithorax Bolin, 1936
- Ricuzenius pinetorum D. S. Jordan & Starks, 1904